# Gaspare Coller
Gaspare Andrea Coller (Moretta, 5 aprile 1776 – Moretta, 14 settembre 1855) è stato un magistrato e politico italiano.

## Biografia

### Carriera in magistratura
La sua brillante carriera di magistrato, svolta principalmente presso la Regia Camera dei conti del Piemonte, di cui diventò primo presidente nel 1841, culminò con la nomina a Primo presidente della Corte di cassazione di Torino (2 novembre 1847).

### Carriera politica
Nel 1816 fu nominato senatore del ducato di Savoia e dal 1820 fu membro del senato del Piemonte, di cui fu presidente dal 1844 al 1847. Con la fusione perfetta del 1847 fra gli stati dei Savoia e l'istituzione del Senato del Regno, il 3 aprile del 1848 venne nominato senatore da Carlo Alberto, che il 3 maggio lo nominò anche presidente, il primo della serie. Prestò giuramento l'8 maggio ma restò in carica solo fino al 30 dicembre per l'esaurirsi della prima legislatura.